# مانکس کربی
مانکس کربی (به انگلیسی: Monks Kirby) یک روستا و محله مدنی در بریتانیا است که در Rugby واقع شده‌است. مانکس کربی ۴۴۵ نفر جمعیت دارد.